# Archidiocèse grec-orthodoxe d'Alep et d'Alexandrette

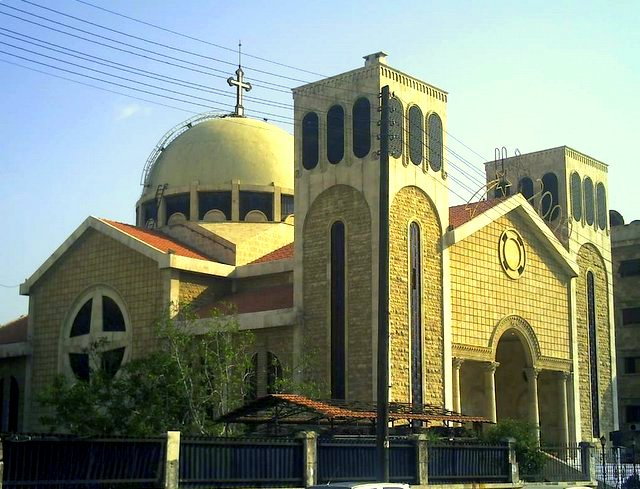
La cathédrale du Prophète Élie à Alep.

L'archidiocèse grec-orthodoxe d'Alep et d'Alexandrette est une circonscription de l'Église orthodoxe d'Antioche. Il a son siège à Alep.

## Liste des évêques grecs-orthodoxes d'Alep et d'Alexandrette duXVIeauXXIesiècle

### DuXVIesièclejusqu'au schisme de 1724
Liste des évêques avant la séparation de 1724 entre l'Église grecque-catholique melkite et l'Église grecque-orthodoxe d'Antioche :
- Eustache (actif en 323), devenu plus tard patriarche d'Antoche, il assiste au Concile de Nicée.
- Marinus (Marinos), attesté au Concile de Nicée (325).
- Chyrrus, déposé par les anti-nicéens par le synode l'Antioche en 330.
- Anatolios (autour de 363), cité comme évêque de Béroée au Concile d’Antioche (341).
- Domninus (parfois orthographié Domnus), On le trouve dans certaines listes comme présent au Concile de Séleucie (359).
- Eusèbe (Eusebios), mentionné parmi les participants du 1er Concile de Constantinople (381),
- Acace (Acacius), figure dans les listes comme évêque de Béroée (nom antique d'Alep) au moment du Concile d’Éphèse (431)
- Grégoire bin Fudayl, élu en 1541 et mort probablement en 1582[2].
- Macaire bin Khalaf al-Sajati (1582-1597).
- Siméon, évêque de Marmarita (1597-1612). Il a pris en charge le diocèse parce que les Aleppins étaient divisés entre deux candidats.
- Mélèce Karma (1612-1634) En 1634, il est élu patriarche et prend le nom d'Euthyme II (ou III) (en). Il mourra peu de temps après, le 1/10 janvier 1635.
- Mélèce al-Zaïm (27 octobre 1635-12 novembre 1647). Il quitta son diocèse pour être élu patiarche d'Antioche, il prit le nom de Macaire III.
- Métrophane (21 novembre 1647-13 septembre 1659). C'est le prêtre Michel bin al-qassis Béchara al-Halabi.
  - Siège vacant (13 septembre 1659-12 juin 1670). Le diocèse est dirigé par le patriarche Macaire al-Zaïm.
- Mélèce al-Bayassi (12 juin 1670-autour de 1685).
- Séraphin, mentionné par Chrisostomos Papadopolos comme étant un philolatin[3].
  - Athanase III Dabbas (en) (1685-1724), patriarche contesté, prend en charge le diocèse d'Alep.

### De 1724 jusqu'au début duXXesiècle
Liste des évêques d'Alep
- Grégoire évêque d'Héraclée (16 juin 1727-13 avril 1730) prend en main le diocèse après son transfert sous la juridiction du patriarche œcuménique.
- Maxime Hakim (en), philoromain, prend en main le diocèse, devenu autonome, indépendant des patriarches d'Antioche et de Constantinople (4 mai 1732-1746).
- Génnade (1746-1749) est évincé par les Aleppins.
- Sophrone al-Killizi, évêque d'Acre est transféré à Alep (6 novembre 1750-18 janvier 1753).
  - Période de conflit, le diocèse est de temps en temps entre les mains de Maxime Hakim, un évêque philoromain.
- Philémon, protosyncelle de Dercos (en) (novembre 1757-28 avril/9 mai 1766). Élu patriarche orthodoxe d'Antioche, il laisse son diocèse.
- Néophyte (1er avril 1767-novembre 1812), déposé par le Phanar.
- Gérasime, (1813-6 mars 1819). C'est sous son évêché que se produisent les Troubles entre catholiques et orthodoxes d'Alep (1818) (en)
- Cyrille Ier (1824-1834)
- Théoctiste  (1834-1844): en 1834, il a traduit des homélies de Jean Chrysostome en arabe.
- Cyrille II (1844-1866)
- Sophrone (1863-?)
- Timothée (1871-1873)[5]
- Gérasime (1874-?)
- Nectaire (Iordanidis) (17 mai 1892-1900), dernier évêque grec

### DuXXeauXXIesiècle
Les évêques de cette période sont des Arabes :
- Épiphane Samra (2 février 1902- 3 mars 1903)
- Stéphan Khalil (6 août 1903-1910)
- Raphaël Nimr (7 octobre 1912- 27 octobre 1949)
- Elie Mouawad (1950-1970), élu patriarche orthodoxe d'Antioche en 1970, il a pris le nom d'Elie IV.
- Élie Youssef (en) (1971- 6 août 2000)
- Paul Yazigi (depuis 2000). Il a été enlevé le 22 avril 2013, en même temps que l'archevêque syriaque orthodoxe d'Alep Youhanna Ibrahim.